# Grenzbereinigung
Als eine Grenzbereinigung bezeichnet man einen amtlich bzw. per Gesetz, Verhandlung, Urkunde oder Vertrag, Verwaltungsreformen zugrunde gelegten Vorgang, bei dem Staatsgrenzen, Landesgrenzen bzw. Ländergrenzen, Grenzen anderer administrativer Einheiten (wie Kreise, Bezirke, Provinzen, Städte und Gemeinden o. a.) bzw. Eigentumsgrenzen an Grundstücken gegebenenfalls durch Veränderung der Grenzzeichen verändert werden. Die Gründe für Grenzbereinigungen können sehr unterschiedlicher Natur wie politische oder geschichtliche Gegebenheiten, wirtschaftliche Überlegungen und Maßnahmen, Eigentumsstreitigkeiten u. a. sein.
Beispiele sind das Barber-Ljaschtschenko-Abkommen und das Wanfrieder Abkommen von 1945.
Siehe auch:
- Flurbereinigung
- Flurstück
- Grenze
- Grenzfeststellung